# شريحة لحم الجبن

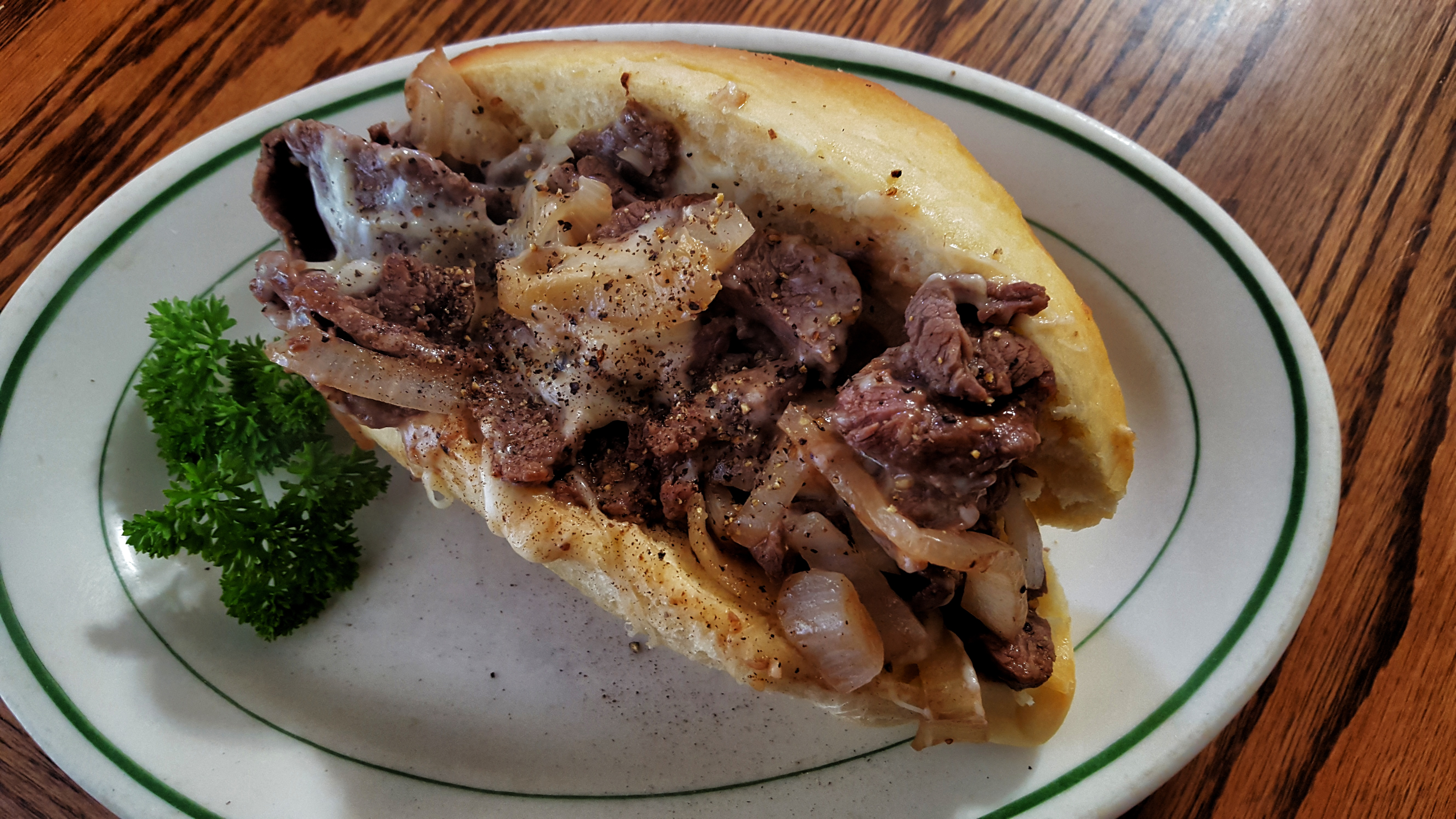
شطيرة لحم الجبن

شريحة لحم الجبن (المعروفة أيضًا باسم تشيزستيك فيلادلفيا، أو ساندويتش ستيك الجبن، عبارة عن شطيرة مصنوعة من شرائح رقيقة من اللحم البقري والجبن الذائب في شطيرة طويلة.

## التاريخ
تم تطوير شريحة لحم الجبن في أوائل القرن العشرين "من خلال الجمع بين اللحم البقري المجعد والبصل والجبن في رغيف صغير من الخبز.